# Hannibal Gaskin
Hannibal David Gaskin (Georgetown, 30 agosto 1997) è un nuotatore guyanese, specializzato negli stili libero e farfalla.

## Biografia
Si mise in mostra a livello junior ai Giochi olimpici giovanili di Nanchino 2014, in cui gareggiò nei 100 m stile libero e nei 50 m farfalla.
Partecipò ai mondiali di Kazan' 2015 e Budapest 2017.
Rappresentò il Guyana ai Giochi olimpici estivi di Rio de Janeiro 2016, dove fu alfiere durante la cerimonia d'apertura. In piscina ottenne il 42º tempo nelle batterie dei 100 m farfalla e fu eliminato.